# むらくも (護衛艦)
むらくも（ローマ字：JDS Murakumo, DD-118、TV-3511）は、海上自衛隊の護衛艦。みねぐも型護衛艦の3番艦。艦名は「叢雲（群がり集まった雲）」に由来し、日本の艦艇としては旧海軍東雲型駆逐艦2番艦「叢雲」、吹雪型駆逐艦5番艦「叢雲」に続き3代目。

## 艦歴
「むらくも」は、第3次防衛力整備計画に基づく昭和42年度計画2,100トン型護衛艦2206号艦として、舞鶴重工業舞鶴造船所で1968年10月19日に起工され、1969年11月15日に進水、1970年8月21日に就役し、第1護衛隊群第22護衛隊に編入され呉に配備された。
本艦は艦尾を1m延長し基準排水量が50トン増加、VDS（可変深度ソナー）を新造時から装備され艦橋上には上部指揮所が新設された。
1975年度の特定修理の際に、後部Mk-63射撃指揮装置を撤去し、国産の射撃指揮装置2型を搭載する工事を行い10月に完工した。その後、同射撃指揮装置の海上試験を行った。
1978年9月27日から1979年3月30日の間で特別改装工事を行い、後甲板のダッシュ装置を撤去し、アスロック発射機を装備。また、後部の3インチ砲を撤去してオート・メラーラ社製の62口径76mm単装速射砲に換装した。これは、同砲が海上自衛隊の新型護衛艦の主砲として採用が決まったため、その事前試験をするために購入し本艦に搭載した。以後、射撃指揮装置2型の機能試験とともに76mm砲の試験も実施した。
1982年3月27日、第22護衛隊が第2護衛隊群隷下に編成替え。
1985年3月27日、第3代護衛艦隊旗艦となり定係港が横須賀に転籍。指揮管制関連装備の新設・改造工事が施される。
1998年3月16日、練習艦に種別変更され、艦籍番号がTV-3511に変更。練習艦隊第1練習隊に編入され、定係港が再び呉に転籍。なお、練習艦への改造工事は2月9日から4月24日の間で行われ、アスロック弾庫を撤去し、実習員講堂を新設した。
2000年6月13日、除籍。総航程は620,329浬に達した。